# SR-2 Veresk
El SR-2 Veresk (СР-2 Вереск, "brezo" en ruso) es un subfusil de origen ruso.

## Historia
El desarrollo de un nuevo subfusil que emplease el cartucho 9 x 21 (también utilizado por la pistola SR-1 "Gyurza) se inició a mediados de la década de 1990 por orden del FSB. En 1999 se presentó un arma, desarrollada por la TsNIITochMash de Klimovsk, que recibió la designación de SR-2 (Spetsialnaya Razarbotka - 2, Desarrollo Especial - 2) y apodado "Veresk" ("brezo", una planta).
El Veresk y su cartucho fueron creados como un arma compacta capaz de enfrentarse a enemigos vistiendo chalecos antibalas rusos de clase II (capaces de detener balas de pistolas comunes, como las de 9 mm y 7,62 mm), y vehículos sin blindaje, a distancias de hasta 200 metros. 

## Características

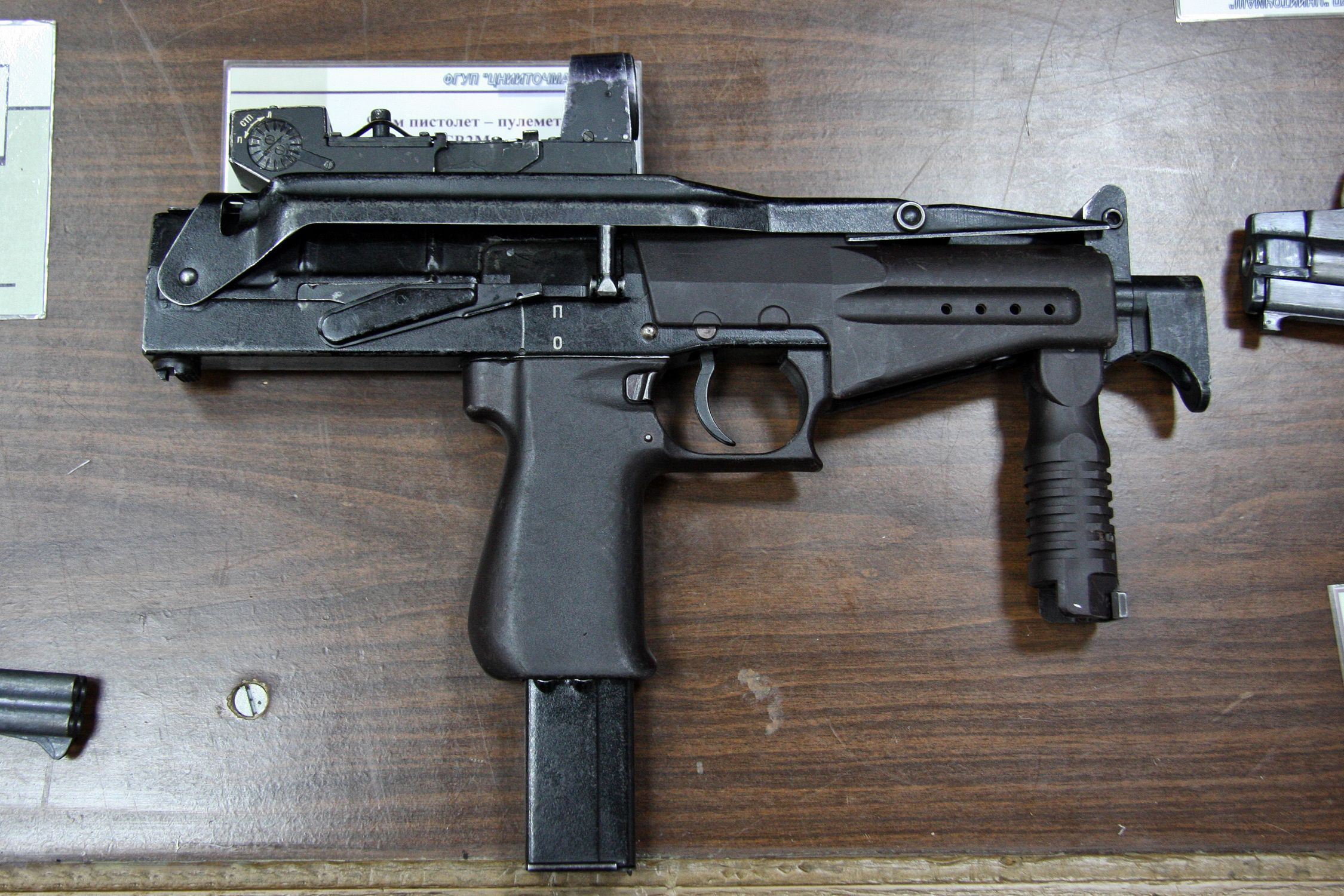
Subfusil SR2M.

El SR-2 "Veresk" se diferencia de la mayoría de los subfusiles porque es accionado por los gases del disparo y tiene cerrojo rotativo, típicamente usados en fusiles de asalto (normalmente los subfusiles utilizan diferentes principios de retroceso). Este diseño está parcialmente tomado prestado del fusil de asalto compacto SR-3 Vikhr. Externamente, el Veresk es similar al Uzi; en la empuñadura se insertan cargadores de 20 o 30 cartuchos. En ambos lados del cajón de mecanismos hay dos palancas selectoras similares a las del AK: la del lado derecho es el seguro y la del lado izquierdo es el selector de modo de disparo. La manija de amartillado se encuentra en el lado derecho y está fijada al portacerrojo, por lo cual se mueve al disparar. Hay un riel para montar una mira réflex en la parte superior del cajón de mecanismos (a diferencia del riel lateral tipo AK). El arma tiene una culata metálica plegable que se pliega hacia arriba. 
Una versión modificada del SR-2M también tiene una empuñadura delantera bajo el guardamanos, con una protuberancia para proteger la mano del tirador del fogonazo y accidentes (similar a la empuñadura del MP5K). La culata del SR-2M puede plegarse completamente, incluso con la mira réflex instalada. 